# 格拉瓦塔
格拉瓦塔是巴西伯南布哥州的一个市镇。总面积491.5平方公里，总人口75229人，人口密度153.1人/平方公里。